# Термон (дим)
Те́рмон (греч. Δήμος Θέρμου) — община (дим) в Греции. Входит в периферийную единицу Этолия и Акарнания в периферии Западная Греция. Население 8242 человек по переписи 2011 года. Площадь 333,701 квадратного километра. Плотность 24,7 человека на квадратный километр. Административный центр — Термон. Димархом на местных выборах 2014 года избран и в 2019 году переизбран Спиридон Констандарас (Σπυρίδων Κωνσταντάρας).
Сообщество Кефаловрисон (Κοινότητα Κεφαλοβρύσου) создано в 1912 году (ΦΕΚ 261Α). В 1915 году (ΦΕΚ 89Α) переименовано в Термон (Κοινότητα Θέρμου). В 1985 году (ΦΕΚ 97Α) создана община Термон. В 1997 году (ΦΕΚ 244Α) к общине присоединён ряд сообществ.